# Hugo Bergmann
Samuel Hugo Bergmann, hebr. שמואל הוגו ברגמן (ur. 25 grudnia 1883 w Pradze, zm. 18 czerwca 1975 w Jerozolimie) – żydowski filozof i pedagog, rektor Uniwersytetu Hebrajskiego w Jerozolimie (1935–1938), intelektualista ruchu syjonistycznego.

## Życiorys

### Dzieciństwo i młodość
Bergmann urodził się w rodzinie niemieckich Żydów, 25 grudnia 1883 roku w Pradze, ówcześnie na terenie Austro-Węgier (obecnie Czechy). Studiował filozofię na Uniwersytecie w Pradze i Uniwersytecie w Berlinie. Był uczniem niemieckiego filozofa Franza Brentano. W czasach studenckich Bergmann był aktywny w kręgach syjonistyczno-socjalistycznej organizacji studenckiej Bar Kochba. Następnie ze swoim przyjacielem Franzem Kafką zaangażował się w działalność młodzieżowej organizacji Hapoel Ha-Cair. Pisał artykuły na tematy syjonistyczne, które publikowano w niemieckojęzycznej prasie w Pradze. Opublikował także kilka traktatów filozoficznych. Przyjaźnił się z liberalnym filozofem Felixem Weltsch, pisarzem Maxem Brodem i religioznawcą Martinem Buberem.

### Praca zawodowa
W latach 1907–1919 Bergmann pracował jako bibliotekarz w Bibliotece Uniwersyteckiej w Pradze. Podczas I wojny światowej służył w austriackiej armii. W 1919 roku na Konferencji pokojowej w Paryżu reprezentował interesy czeskich Żydów. Następnie wyjechał do Londynu, gdzie objął stanowisko głównego sekretarza Departamentu Edukacji i Kultury w Komitecie Wykonawczym Światowej Organizacji Syjonistycznej.
W 1920 roku wyemigrował do Brytyjskiego Mandatu Palestyny. W tym samym roku został mianowany dyrektorem Biblioteki Narodowej w Jerozolimie. Po otwarciu w 1925 roku Uniwersytetu Hebrajskiego została przekształcona w Bibliotekę Narodową i Uniwersytecką. Bergmann pełnił swoje obowiązki do 1935 roku. W tym okresie biblioteka zwiększyła swoje zbiory z 30 tys. do 300 tys. woluminów i przeniosła się do nowej siedziby na Górze Skopus. Bergmann przyłączył się do grupy intelektualistów żydowskich skupionych w organizacji Brit Szalom, która opowiedziała się za utworzeniem autonomii żydowskiej w Palestynie pod brytyjskim panowaniem. Uważał, że rozwiązanie państwa dwu-narodowego będzie najbardziej korzystne dla Żydów i Arabów, zapewniając obydwu stronom równouprawnienie polityczne i obywatelskie. Działał na rzecz zachowania równych warunków życia dla Żydów i Arabów. Był przeciwnikiem radykalnych żydowskich podziemnych organizacji paramilitarnych Irgun i Lechi.
W 1928 roku Bergmann został adiunktem w Katedrze Filozofii na Uniwersytecie Hebrajskim. W 1935 został profesorem filozofii. Był edytorem haseł filozoficznych w Encyclopaedia Hebraica i redaktorem kwartalnika filozoficznego Ijjun. W latach 1935–1938 był rektorem Uniwersytetu Hebrajskiego. W następnych latach zajmował ważne stanowiska w zarządzie uczelni. Jego dwoma głównymi zainteresowaniami były nauka i religia. W języku hebrajskim pisał na temat filozofii Immanuela Kanta, Mojżesza Majmonidesa i innych wielkich myślicieli. W 1954 roku został odznaczony Nagrodą Izraela z dziedziny humanistyki, a w 1974 roku za szczególne zasługi dla społeczeństwa i państwa Izrael.
Zmarł 18 czerwca 1975 roku w Jerozolimie.

## Publikacje
- Das philosophische Werk Bernhard Bolsanos (1909)
- Bolzanos Beitrag zur philosophischen Grundlegung der Mathematik (1909)
- Das Unendliche und die Zahl (1913)
- Die Philosophie Immanuel Kants (1927)
- Der Kampf um das Kausalgesetz in der jüngsten Physik (1929)